# Koji Hachisuka
Koji Hachisuka (蜂須賀 孝治 Hachisuka Koji?), född 20 juli 1990 i Tochigi prefektur, är en japansk fotbollsspelare.
Hachisuka började sin karriär 2012 i Vegalta Sendai. Han spelade 143 ligamatcher för klubben.